# 琵琶湖学院大学短期大学部
琵琶湖学院大学短期大学部（日语：／ Biwako Gakuin Daigaku Tankidaigakubu *），简称SBC，是一所位于日本滋贺县东近江市的私立短期大学。

## 概要

### 简介
- 学校最早可以追溯到1933年[1]。短期大学为于1990年开办[1]、由学校法人滋贺学园经营[1]。

### 历史
- 1990年 滋贺文化短期大学成立并同时设置生活文化学科[1]。
- 1994年 人间福利学科（含人间福利专攻和护理福利专攻）成立[1]。
- 1997年 开始招収男学生。
- 1998年 儿童福利专攻成立于人间福利学科[1]。
- 2008年 人间福利学科招生最后[2]。
- 2009年 改校名为琵琶湖学院大学短期大学部。生活文化学科变更为生活设计学科[1]。

### 宪章
- 请参看琵琶湖学院大学短期大学部的标志 （日語） 2013年12月22日阅览。

## 学校环境
- 校区：在滋贺县东近江市

## 历任校长
- 藤永太一郎：第一代短期大学校长[3]。
- 丰田一成：现在短期大学校长[4]

## 组织

### 学科
- 生活设计学科

### 前学科
- 人间福利学科
  - 人间福利专攻[注 1]
  - 护理福利专攻[注 1]
  - 儿童福利专攻[注 1]

### 专科
| - 没有 |

### 业余课程
| - 没有 |

## 相关链接
- 日本短期大学列表
- 琵琶湖学院大学